# قبنض للإنتاج الفني
قبنض للإنتاج الفني شركة إنتاج تلفزيوني سورية تأسست عام2003 وقامت بإنتاج العديد من المسلسلات والبرامج المتنوعة التي ساهمت بنشر الدراما السورية عبر الوطن العربي لما تتمتع به من ملامسة الواقع والقضايا التي تخص جميع فئات المجتمع. ضمت مسلسلاتها أكبر نجوم الدراما السورية خصوصا والدراما العربية عموما، وقد حصلت أعمال الشركة على العديد من الجوائز والتكاريم في المهرجانات.

## أعمال من إنتاج قبنض
- أبوالمفهومية
- باب المقام
- لعنة الطين
- نساء من هذا الزمن
- زمن البرغوث
- باب الحارة 10,11,12
- حريم الشاويش
- عطر الشام بجميع أجزائه
- طوق البنات بجميع اجزائه